# Спортивный менеджер
Спортивный менеджер — жанр компьютерных игр. Совмещает спортивный и экономический симулятор.

## Предпосылки
Профессиональный спорт — сложное деловое предприятие, в котором приходится учитывать драфты и трансферы игроков, цены на билеты, тактику команды и требования спортивной федерации. При этом, в отличие от завода или городского бюджета, «изнанку» которых мало кто видел, спортивные фанаты отлично знают, во сколько обходится тот или иной аспект соревнований, и мечтают о собственной «команде звёзд». Это и предопределяет популярность жанра.

## История

### Первые игры жанра
Корни спортивных менеджеров более глубоки, чем спортивных симуляторов: когда спортсмены ещё выглядели схематичными человечками, существовали вполне действующие менеджеры. Первой игрой жанра считается Football Manager (1982). В 1984 году вышел Grand Prix Manager, в 1985 — Formula One. Впрочем, матчи там просчитывались довольно примитивно, так что невозможно было увидеть (полностью или частично) свой матч. Поэтому спортивные менеджеры особенно не «выстрелили».
В 90-е годы наступило относительное затишье: на волне взрывного роста качества графики популярны были совсем другие жанры.

### Развитие
Вернулись к спортивным менеджерам в середине 1990-х годов: изображение на экране уже стало походить на стадионную камеру, а поведение компьютерных персонажей — на поведение настоящих спортсменов. Да и к этому времени сформировалось новое поколение издателей компьютерных игр, которым уже было по карману платить лигам за имена и портреты спортсменов, названия команд и т. д.
Игры того времени: Grand Prix Manager, Championship Manager, Premier Manager. В серию Madden NFL впоследствии также добавили спортивный менеджер.

### Современность
С развитием интернета появилась возможность играть в спортивный менеджер с реальными людьми. Часто офлайн-менеджеры (онлайн- подобные игры можно считать лишь с натяжкой, так как не требуется, например, присутствие пользователей на матче) перенимают черты тотализаторов: по тем или иным особенностям реально произошедших матчей вычисляется результат симулированных игр. Например: если в реальности Монтойя на «Уильямсе» (главный конструктор Патрик Хэд) выиграл гран-при с большим отрывом, то в симулированной гонке даётся преимущество Монтойе и Хэду, за какие бы команды те ни выступали.
Практически у всех крупных издателей есть свой спортивный менеджер для ПК и приставок: FIFA Manager (ранее Total Club Manager), Football Manager, Championship Manager. Базы спортсменов становятся настолько всеобъемлющими, что некоторые команды покупают эти базы у издателя.